# Epidendroideae
Die Epidendroideae sind eine Unterfamilie innerhalb der Pflanzenfamilie der Orchideen (Orchidaceae). Mit etwa 18000 Arten in 650 Gattungen stellt sie die größte der fünf Unterfamilien dieser Pflanzenfamilie dar. Sie ist weltweit verbreitet, ihren Verbreitungsschwerpunkt hat sie in den Tropen.

## Beschreibung und Ökologie

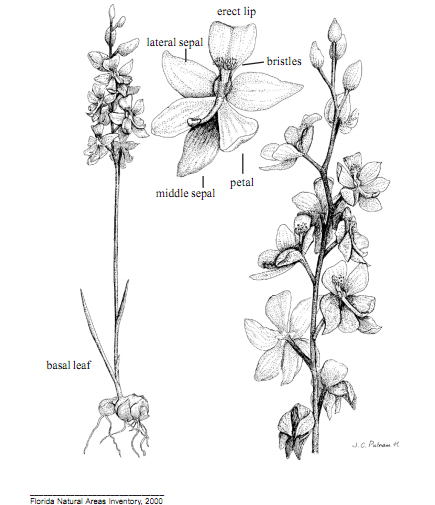
Illustration von Calopogon multiflorus

Die große Artenzahl, das weite Verbreitungsgebiet und die unterschiedlichsten Standortbedingungen haben eine große Formenvielfalt hervorgebracht, so dass kaum Merkmale gefunden werden können, die für alle Arten gleichermaßen zutreffen.

### Vegetative Merkmale
Wie bei vielen Orchideenarten handelt es sich um meist kleine, ausdauernde krautige Pflanzen. Das Grundmuster des Wachstums ist sympodial: Das Wachstum der einzelnen Sprossachse ist begrenzt, der Austrieb erfolgt aus basal liegenden Erneuerungsknospen. Zahlreiche Arten – viele davon früher als eigene Unterfamilie Vandoideae aufgefasst – haben ein monopodiales Wachstumsmuster entwickelt.
In dieser Unterfamilie wächst ein großer Teil der Arten epiphytisch, mit entsprechenden Anpassungen. Die Wurzeln sind meist dick, wenig verzweigt und von einem Velamen radicum umgeben. Bei terrestrisch wachsenden Arten kann das Velamen fehlen. Stark modifiziert sind die Wurzeln einiger mykoheterotropher Arten. Die Sprossachse wird meist in ein Rhizom und daraus im Abstand von mehreren Internodien entspringende Sprosse differenziert. Die Sprossachsen sind oft unverzweigt, sie können unverdickt sein oder in verschiedenster Form zu unter- oder oberirdischen Speicherorganen verdickt. Die Laubblätter sind zweizeilig am Spross angeordnet und in der Knospe längs der Mittelrippe gefaltet. Der Blattgrund umfasst den Stängel, zwischen Blattgrund und Blattspreite ist oft ein Trenngewebe angeordnet. Die Blattspreite ist einfach.

### Generative Merkmale
Die traubigen, ährigen oder rispigen Blütenstände erscheinen meist seitlich aus einer Blattachsel.
Die zwittrigen Blüten sind zygomorph und dreizählig. Die Blütenhüllblätter sind meist nicht miteinander verwachsen. Etwas häufiger kommt dies bei den beiden seitlichen Sepalen und der Lippe vor, die an ihrer Basis miteinander und mit der Säule verwachsen sein können. Das einzige fruchtbare Staubblatt steht am Ende der Säule und ist gegenüber der Säulenachse hinabgebogen. Der Pollen ist zu wachsartigen Pollinien verklebt. Diese sind meist mit einer oder zwei Klebscheiben (Viscidium) verbunden, entweder direkt oder über Stielchen, die teils aus Pollenmasse (Caudiculae), teils aus Gewebe der Säule (tegulare Stipites) gebildet werden. Das Staubblatt ist nur über ein dünnes Verbindungsgewebe mit der Säule verbunden und fällt oft ab, wenn die Pollinien entnommen werden. Die Narbe ist ventral angeordnet (bei einer resupinierten Blüte auf der Unterseite der Säule) und konkav geformt. Der mittlere Narbenlappen bildet ein meist zwei- oder dreilappiges Trenngewebe (Rostellum) zwischen Narbe und Staubblatt.
Die Kapselfrucht enthält zahlreiche kleine Samen. Die Samen sind meist fadenförmige oder zigarrenförmige, selten sind sie geflügelt.

## Verbreitung
Die Vertreter der Epidendroideae sind fast weltweit verbreitet. Ausnahmen sind die Tundren, die heißen Wüstengebiete Nordafrikas, Arabiens, Namibias und Australiens sowie das südliche, temperate Südamerika. Die meisten Gattungen sind auf ein Florenreich beschränkt, pantropische Gattungen gibt es nur wenige, etwa Bulbophyllum und Polystachya. Die höchste Diversität herrscht in den feuchten Tropen, besonders am Osthang der Anden sowie in Südostasien von Malaysia bis Neuguinea. Die meisten tropischen Epidendroideae leben epiphytisch und erreichen höchste Arten- und Individuendichten in etwas höher gelegenen Nebelwäldern. Die Epidendroideae Madagaskars sind zu über 80 % dort endemisch.

## Systematik
Der Erste, der den Begriff Epidendroideae wählte, um die Familie der Orchideen zu unterteilen, war John Lindley. Auch in den Systematiken Reichenbachs, Benthams und Hookers sowie Schlechters  gibt es diese Gruppe, mit inhaltlich nur geringen Unterschieden. Man war sich einig, dass die Gruppen Apostasioideae, Cypripedioideae und Orchidoideae von den Epidendroideae zu unterscheiden seien. Weiter wurde eine Gruppe „Neottioideae“ unterschieden, sowie häufig die „Vandoideae“, letztere auch schon früh als Untergruppe der Epidendroideae aufgefasst.
Dresslers 1993 Weiterentwicklung dieser Systematik gliederte zuerst einen Teil der Neottioideae in die Epidendroideae ein, später auch die Vandoideae. Schwierigkeiten bereiteten die von ihm so genannten „primitiven“ Epidendroideae, die nicht die komplexen Strukturen des Staubblatts zeigen, die hauptsächlich zur Klassifikation herangezogen wurden. Untersuchung molekulargenetischer Merkmale änderten diese Gliederung und ein Teil dieser unklar positionierten Gattungen wurde als eigene Unterfamilie Vanilloideae aus den Epidendroideae ausgegliedert. Als Schwestertaxon der Epidendroideae gelten die Orchidoideae. Als innere Gliederung der Unterfamilie gab Dressler 1993 eine Dreiteilung vor: die Gruppe der „primitiven“ Gattungen, die nicht als Klade verstanden werden sollte, sondern eher als eine Sammlung unsicher positionierter Taxa; eine Gruppe, die er „cymbidioid“ oder nach ihrer vermuteten ursprünglichen Eigenschaft „Knollen besitzend“ nannte; letztlich eine Gruppe „epidendroider“ oder „rohrstämmiger“ Orchideen. Diese Einteilung wurde durch Untersuchungen zwischen 1999 und 2005 nicht bestätigt. Von früheren Einteilungen sind nach DNA-Untersuchungen nur kleinere Einheiten, wie Subtriben und einige Triben, noch haltbar, nicht jedoch grobe Unterteilungen wie „cymbidioid“, „epidendroid“ oder „vandoid“.
Cameron et al. veröffentlichten 1999 eine Systematik der Orchidaceae mit einer Gliederung der Unterfafamilie Epidendroideae der im 21. Jahrhundert nicht gefolgt wurde.
Die Systematik der Unterfamilie Epidendroideae wird auch nach im 21. Jahrhundert auch nach der Momentaufnahme von van den Berg et al. 2005 kontrovers diskutiert.
Pridgeon et al. 2005 benennen eine Reihe von Triben, die Merkmale zeigen, die auch in anderen Unterfamilien der Familie Orchidaceae vorkommen, und die deshalb als „primitiv“ oder „ursprünglich“ gelten. Sie haben keine fest zusammenhängenden Pollinien, kein Trenngewebe am Blattgrund und kein Velamen. Hierher gehören Neottieae, Nervilieae, Triphoreae, Tropidieae und Xerorchideae. Ähnliche Merkmale finden sich bei den Sobralieae. Unklar ist die Position der morphologisch stark reduzierten Gastrodieae.
Die Verwandtschaftsbeziehungen der Triben nach van den Berg et al. 2005:
|  | Epidendreae                                              |
|  |                                                          |
|  | \| \| Maxillarieae \| \| \| \| \| \| Vandeae \| \| \| \| |
|  |                                                          |
|  | Maxillarieae                                             |
|  |                                                          |
|  | Vandeae                                                  |
|  |                                                          |

|  | Maxillarieae |
|  |              |
|  | Vandeae      |
|  |              |

|  | \| \| Collabieae \| \| \| \| \| \| Podochileae \| \| \| \| |
|  |                                                            |
|  | Calypsoeae                                                 |
|  |                                                            |
|  | Collabieae                                                 |
|  |                                                            |
|  | Podochileae                                                |
|  |                                                            |

|  | Collabieae  |
|  |             |
|  | Podochileae |
|  |             |

|  | Epidendreae                                              |
|  |                                                          |
|  | \| \| Maxillarieae \| \| \| \| \| \| Vandeae \| \| \| \| |
|  |                                                          |
|  | Maxillarieae                                             |
|  |                                                          |
|  | Vandeae                                                  |
|  |                                                          |

|  | Maxillarieae |
|  |              |
|  | Vandeae      |
|  |              |

|  | \| \| Collabieae \| \| \| \| \| \| Podochileae \| \| \| \| |
|  |                                                            |
|  | Calypsoeae                                                 |
|  |                                                            |
|  | Collabieae                                                 |
|  |                                                            |
|  | Podochileae                                                |
|  |                                                            |

|  | Collabieae  |
|  |             |
|  | Podochileae |
|  |             |

|  | Epidendreae                                              |
|  |                                                          |
|  | \| \| Maxillarieae \| \| \| \| \| \| Vandeae \| \| \| \| |
|  |                                                          |
|  | Maxillarieae                                             |
|  |                                                          |
|  | Vandeae                                                  |
|  |                                                          |

|  | Maxillarieae |
|  |              |
|  | Vandeae      |
|  |              |

|  | \| \| Collabieae \| \| \| \| \| \| Podochileae \| \| \| \| |
|  |                                                            |
|  | Calypsoeae                                                 |
|  |                                                            |
|  | Collabieae                                                 |
|  |                                                            |
|  | Podochileae                                                |
|  |                                                            |

|  | Collabieae  |
|  |             |
|  | Podochileae |
|  |             |

|  | Epidendreae                                              |
|  |                                                          |
|  | \| \| Maxillarieae \| \| \| \| \| \| Vandeae \| \| \| \| |
|  |                                                          |
|  | Maxillarieae                                             |
|  |                                                          |
|  | Vandeae                                                  |
|  |                                                          |

|  | Maxillarieae |
|  |              |
|  | Vandeae      |
|  |              |

|  | \| \| Collabieae \| \| \| \| \| \| Podochileae \| \| \| \| |
|  |                                                            |
|  | Calypsoeae                                                 |
|  |                                                            |
|  | Collabieae                                                 |
|  |                                                            |
|  | Podochileae                                                |
|  |                                                            |

|  | Collabieae  |
|  |             |
|  | Podochileae |
|  |             |

|  | Epidendreae                                              |
|  |                                                          |
|  | \| \| Maxillarieae \| \| \| \| \| \| Vandeae \| \| \| \| |
|  |                                                          |
|  | Maxillarieae                                             |
|  |                                                          |
|  | Vandeae                                                  |
|  |                                                          |

|  | Maxillarieae |
|  |              |
|  | Vandeae      |
|  |              |

|  | \| \| Collabieae \| \| \| \| \| \| Podochileae \| \| \| \| |
|  |                                                            |
|  | Calypsoeae                                                 |
|  |                                                            |
|  | Collabieae                                                 |
|  |                                                            |
|  | Podochileae                                                |
|  |                                                            |

|  | Collabieae  |
|  |             |
|  | Podochileae |
|  |             |

|  | Epidendreae                                              |
|  |                                                          |
|  | \| \| Maxillarieae \| \| \| \| \| \| Vandeae \| \| \| \| |
|  |                                                          |
|  | Maxillarieae                                             |
|  |                                                          |
|  | Vandeae                                                  |
|  |                                                          |

|  | Maxillarieae |
|  |              |
|  | Vandeae      |
|  |              |

|  | \| \| Collabieae \| \| \| \| \| \| Podochileae \| \| \| \| |
|  |                                                            |
|  | Calypsoeae                                                 |
|  |                                                            |
|  | Collabieae                                                 |
|  |                                                            |
|  | Podochileae                                                |
|  |                                                            |

|  | Collabieae  |
|  |             |
|  | Podochileae |
|  |             |

|  | Epidendreae                                              |
|  |                                                          |
|  | \| \| Maxillarieae \| \| \| \| \| \| Vandeae \| \| \| \| |
|  |                                                          |
|  | Maxillarieae                                             |
|  |                                                          |
|  | Vandeae                                                  |
|  |                                                          |

|  | Maxillarieae |
|  |              |
|  | Vandeae      |
|  |              |

|  | \| \| Collabieae \| \| \| \| \| \| Podochileae \| \| \| \| |
|  |                                                            |
|  | Calypsoeae                                                 |
|  |                                                            |
|  | Collabieae                                                 |
|  |                                                            |
|  | Podochileae                                                |
|  |                                                            |

|  | Collabieae  |
|  |             |
|  | Podochileae |
|  |             |

|  | Epidendreae                                              |
|  |                                                          |
|  | \| \| Maxillarieae \| \| \| \| \| \| Vandeae \| \| \| \| |
|  |                                                          |
|  | Maxillarieae                                             |
|  |                                                          |
|  | Vandeae                                                  |
|  |                                                          |

|  | Maxillarieae |
|  |              |
|  | Vandeae      |
|  |              |

|  | \| \| Collabieae \| \| \| \| \| \| Podochileae \| \| \| \| |
|  |                                                            |
|  | Calypsoeae                                                 |
|  |                                                            |
|  | Collabieae                                                 |
|  |                                                            |
|  | Podochileae                                                |
|  |                                                            |

|  | Collabieae  |
|  |             |
|  | Podochileae |
|  |             |

|  | Epidendreae                                              |
|  |                                                          |
|  | \| \| Maxillarieae \| \| \| \| \| \| Vandeae \| \| \| \| |
|  |                                                          |
|  | Maxillarieae                                             |
|  |                                                          |
|  | Vandeae                                                  |
|  |                                                          |

|  | Maxillarieae |
|  |              |
|  | Vandeae      |
|  |              |

|  | \| \| Collabieae \| \| \| \| \| \| Podochileae \| \| \| \| |
|  |                                                            |
|  | Calypsoeae                                                 |
|  |                                                            |
|  | Collabieae                                                 |
|  |                                                            |
|  | Podochileae                                                |
|  |                                                            |

|  | Collabieae  |
|  |             |
|  | Podochileae |
|  |             |

|  | Epidendreae                                              |
|  |                                                          |
|  | \| \| Maxillarieae \| \| \| \| \| \| Vandeae \| \| \| \| |
|  |                                                          |
|  | Maxillarieae                                             |
|  |                                                          |
|  | Vandeae                                                  |
|  |                                                          |

|  | Maxillarieae |
|  |              |
|  | Vandeae      |
|  |              |

|  | \| \| Collabieae \| \| \| \| \| \| Podochileae \| \| \| \| |
|  |                                                            |
|  | Calypsoeae                                                 |
|  |                                                            |
|  | Collabieae                                                 |
|  |                                                            |
|  | Podochileae                                                |
|  |                                                            |

|  | Collabieae  |
|  |             |
|  | Podochileae |
|  |             |

|  | Epidendreae                                              |
|  |                                                          |
|  | \| \| Maxillarieae \| \| \| \| \| \| Vandeae \| \| \| \| |
|  |                                                          |
|  | Maxillarieae                                             |
|  |                                                          |
|  | Vandeae                                                  |
|  |                                                          |

|  | Maxillarieae |
|  |              |
|  | Vandeae      |
|  |              |

|  | \| \| Collabieae \| \| \| \| \| \| Podochileae \| \| \| \| |
|  |                                                            |
|  | Calypsoeae                                                 |
|  |                                                            |
|  | Collabieae                                                 |
|  |                                                            |
|  | Podochileae                                                |
|  |                                                            |

|  | Collabieae  |
|  |             |
|  | Podochileae |
|  |             |

|  | Epidendreae                                              |
|  |                                                          |
|  | \| \| Maxillarieae \| \| \| \| \| \| Vandeae \| \| \| \| |
|  |                                                          |
|  | Maxillarieae                                             |
|  |                                                          |
|  | Vandeae                                                  |
|  |                                                          |

|  | Maxillarieae |
|  |              |
|  | Vandeae      |
|  |              |

|  | \| \| Collabieae \| \| \| \| \| \| Podochileae \| \| \| \| |
|  |                                                            |
|  | Calypsoeae                                                 |
|  |                                                            |
|  | Collabieae                                                 |
|  |                                                            |
|  | Podochileae                                                |
|  |                                                            |

|  | Collabieae  |
|  |             |
|  | Podochileae |
|  |             |

|  | Epidendreae                                              |
|  |                                                          |
|  | \| \| Maxillarieae \| \| \| \| \| \| Vandeae \| \| \| \| |
|  |                                                          |
|  | Maxillarieae                                             |
|  |                                                          |
|  | Vandeae                                                  |
|  |                                                          |

|  | Maxillarieae |
|  |              |
|  | Vandeae      |
|  |              |

|  | \| \| Collabieae \| \| \| \| \| \| Podochileae \| \| \| \| |
|  |                                                            |
|  | Calypsoeae                                                 |
|  |                                                            |
|  | Collabieae                                                 |
|  |                                                            |
|  | Podochileae                                                |
|  |                                                            |

|  | Collabieae  |
|  |             |
|  | Podochileae |
|  |             |

|  | Epidendreae                                              |
|  |                                                          |
|  | \| \| Maxillarieae \| \| \| \| \| \| Vandeae \| \| \| \| |
|  |                                                          |
|  | Maxillarieae                                             |
|  |                                                          |
|  | Vandeae                                                  |
|  |                                                          |

|  | Maxillarieae |
|  |              |
|  | Vandeae      |
|  |              |

|  | \| \| Collabieae \| \| \| \| \| \| Podochileae \| \| \| \| |
|  |                                                            |
|  | Calypsoeae                                                 |
|  |                                                            |
|  | Collabieae                                                 |
|  |                                                            |
|  | Podochileae                                                |
|  |                                                            |

|  | Collabieae  |
|  |             |
|  | Podochileae |
|  |             |

|  | Epidendreae                                              |
|  |                                                          |
|  | \| \| Maxillarieae \| \| \| \| \| \| Vandeae \| \| \| \| |
|  |                                                          |
|  | Maxillarieae                                             |
|  |                                                          |
|  | Vandeae                                                  |
|  |                                                          |

|  | Maxillarieae |
|  |              |
|  | Vandeae      |
|  |              |

|  | \| \| Collabieae \| \| \| \| \| \| Podochileae \| \| \| \| |
|  |                                                            |
|  | Calypsoeae                                                 |
|  |                                                            |
|  | Collabieae                                                 |
|  |                                                            |
|  | Podochileae                                                |
|  |                                                            |

|  | Collabieae  |
|  |             |
|  | Podochileae |
|  |             |

|  | Epidendreae                                              |
|  |                                                          |
|  | \| \| Maxillarieae \| \| \| \| \| \| Vandeae \| \| \| \| |
|  |                                                          |
|  | Maxillarieae                                             |
|  |                                                          |
|  | Vandeae                                                  |
|  |                                                          |

|  | Maxillarieae |
|  |              |
|  | Vandeae      |
|  |              |

|  | \| \| Collabieae \| \| \| \| \| \| Podochileae \| \| \| \| |
|  |                                                            |
|  | Calypsoeae                                                 |
|  |                                                            |
|  | Collabieae                                                 |
|  |                                                            |
|  | Podochileae                                                |
|  |                                                            |

|  | Collabieae  |
|  |             |
|  | Podochileae |
|  |             |

Die Triben der Unterfamilie Epidendroideae (Stand 2014):

### Tribus Arethuseae
Die Tribus Arethuseae Lindl. wird in zwei Subtriben gegliedert und enthält etwa 26 Gattungen mit etwa 739 Arten (Stand 2005):
- Subtribus Arethusinae Benth.: Sie enthält etwa fünf Gattungen mit insgesamt nur neun terrestrisch wachsen Arten:[4]
  - Anthogonium Wallich. ex Lindl. (nur eine Art)
  - Arethusa L. (nur eine Art)
  - Arundina Blume (nur eine Art)
  - Calopogon R.Br. (5 Arten)
  - Eleorchis F.Maek. (nur eine Art)
- Subtribus Coelogyninae Benth.: Sie enthält etwa 21 Gattungen mit etwa 730 Arten:[4]
  - Aglossorrhyncha Schltr. (13 Arten)
  - Bletilla Rchb. f. (5 Arten)
  - Bracisepalum J.J.Sm. (2 Arten)
  - Bulleyia Schltr. (nur eine Art)
  - Chelonistele Pfitzer (12 Arten)
  - Coelogyne Lindl. (195 Arten)
  - Dendrochilum Blume (271 Arten)
  - Dickasonia L.O.Williams (nur eine Art)
  - Dilochia Lindl. (8 Arten)
  - Entomophobia de Vogel (nur eine Art)
  - Geesinkorchis de Vogel (4 Arten)
  - Glomera Blume (130 Arten)
  - Gynoglottis J.J.Sm. (nur eine Art)
  - Ischnogyne Schltr. (nur eine Art)
  - Nabaluia Ames (3 Arten)
  - Neogyna Rchb. f. (nur eine Art)
  - Otochilus Lindl. (5 Arten)
  - Panisea Lindl. (9 Arten)
  - Pholidota Lindl. ex Hook. (41 Arten)
  - Pleione D.Don (21 Arten)
  - Thunia Rchb. f. (5 Arten)

### Tribus Calypsoeae
- Tribus Calypsoeae Dressler

### Tribus Collabieae
- Tribus Collabieae Pfitzer

### Tribus Cymbidieae
Die Tribus Cymbidieae Pfitzer wird nach Li Ming-He et al. 2016 in elf Subtribus gegliedert und enthält etwa 180 Gattungen mit etwa 4000 Arten:
- Subtribus Cymbidiinae:[8]
  - Acriopsis Reinw. ex Blume (10 Arten)
  - Cymbidium Sw. (78 Arten)
  - Grammatophyllum Blume (13 Arten)
  - Porphyroglottis Ridl. (nur eine Art)
  - Thecopus Seidenf. (2 Arten)
  - Thecostele Rchb. f. (nur eine Art)
- Subtribus Dipodiinae: Sie wurde 2015 aufgestellt und enthält nur eine Gattung:[8]
  - Dipodium R.Br. (40 Arten)
- Subtribus Eulophiinae:[8]
  - Acrolophia Pfitzer (7 Arten)
  - Ansellia Lindl. (nur eine Art)
  - Claderia Hook. f. (nur eine Art)
  - Cymbidiella Rolfe (3 Arten)
  - Eulophia R.Br. ex Lindl. (203 Arten)
  - Eulophiella Rolfe (6 Arten)
  - Geodorum Jacks. (8 Arten)
  - Grammangis  Rchb. f. (2 Arten)
  - Graphorkis Thouars (4 Arten)
  - Imerinaea Schltr. (nur eine Art)
  - Oeceoclades Lindl. (41 Arten)
  - Paralophia  P.J.Cribb & Hermans: Sie wurde 2005 aufgestellt und enthält nur zwei Arten.
- Subtribus Catasetinae:[8]
  - Catasetum Rich. ex Kunth (190 Arten)
  - Clowesia Lindl. (7 Arten)
  - Cyanaeorchis Barb.Rodr. (3 Arten)
  - Cycnoches Lindl. (33 Arten)
  - Dressleria Dodson (13 Arten)
  - Galeandra Lindl. (40 Arten)
  - Grobya Lindl. (5 Arten)
  - Mormodes Lindl. (84 Arten)
- Subtribus Cyrtopodiinae:[8]
  - Cyrtopodium R.Br. (48 Arten)
- Subtribus Coeliopsidinae:[8]
  - Coeliopsis Rchb. f. (nur eine Art)
  - Lycomormium Rchb. f. (5 Arten)
  - Peristeria Hook. (12 Arten)
- Subtribus Eriopsidinae:[8]
  - Eriopsis Lindl. (3 Arten)
- Subtribus Maxillariinae:[8]
  - Anguloa Ruiz & Pav. (9 Arten)
  - Bifrenaria Lindl. (21 Arten)
  - Guanchezia G.A.Romero & Carnevali (Sie wurde 2000 aufgestellt und enthält nur eine Art.)
  - Horvatia Garay (nur eine Art)
  - Lycaste Lindl. (36 Arten)
  - Maxillaria Ruiz & Pav. (647 Arten)
  - Neomoorea  Rolfe (nur eine Art)
  - Rudolfiella Hoehne (6 Arten)
  - Scuticaria Lindl. (12 Arten)
  - Sudamerlycaste Archila: Sie wurde 2002 aufgestellt und enthält etwa 42 Arten.
  - Teuscheria Garay (10 Arten)
  - Xylobium  Lindl. (36 Arten)
- Subtribus Oncidiinae:[8]
  - Aspasia Lindl. (7 Arten)
  - Brassia R.Br. (68 Arten)
  - Caluera Dodson & Determann (4 Arten)
  - Capanemia Barb.Rodr. (9 Arten)
  - Caucaea Schltr. (15 Arten)
  - Centroglossa Barb.Rodr. (5 Arten)
  - Chytroglossa Rchb. f. (3 Arten)
  - Cischweinfia Dressler & N.H.Williams (11 Arten)
  - Comparettia Poepp. & Endl. (79 Arten)
  - Cuitlauzina Lex. (8 Arten)
  - Cypholoron Dodson & Dressler (2 Arten)
  - Cyrtochiloides N.H.Williams & M.W.Chase (3 Arten)
  - Cyrtochilum Kunth (187 Arten)
  - Dunstervillea Garay (nur eine Art)
  - Eloyella P.Ortiz (10 Arten)
  - Erycina Lindl. (7 Arten)
  - Fernandezia Ruiz & Pav. (98 Arten)
  - Gomesa R.Br. (125 Arten)
  - Grandiphyllum Docha Neto (8 Arten)
  - Hintonella Ames (nur eine Art)
  - Hofmeisterella Rchb. f. (2 Arten)
  - Ionopsis Kunth (6 Arten)
  - Leochilus Knowles & Westc. (12 Arten)
  - Lockhartia Hook. (33 Arten)
  - Macradenia R.Br. (13 Arten)
  - Macroclinium Barb.Rodr. (49 Arten)
  - Miltonia Lindl. (12 Arten)
  - Miltoniopsis God.-Leb. (5 Arten)
  - Notylia Lindl. (55 Arten)
  - Notyliopsis P.Ortiz (nur eine Art)
  - Oliveriana Rchb. f. (14 Arten)
  - Oncidium Sw. (336 Arten)
  - Ornithocephalus Hook. (55 Arten)
  - Otoglossum (Schltr.) Garay & Dunst. (25 Arten)
  - Phymatidium Lindl. (9 Arten)
  - Platyrhiza Barb.Rodr. (nur eine Art)
  - Plectrophora H.Focke (10 Arten)
  - Polyotidium Garay (nur eine Art)
  - Psychopsiella Lückel & Braem (nur eine Art)
  - Psychopsis Raf. (4 Arten)
  - Pterostemma Kraenzl. (4 Arten)
  - Quekettia Lindl. (7 Arten)
  - Rauhiella Pabst & Braga (3 Arten)
  - Rhynchostele Rchb. f. (17 Arten)
  - Rodriguezia Ruiz & Pav. (47 Arten)
  - Rossioglossum (Schltr.) Garay & G.C.Kenn. (11 Arten)
  - Sanderella Kuntze (2 Arten)
  - Saundersia Rchb. f. (2 Arten)
  - Schunkea Senghas (nur eine Art)
  - Seegeriella Senghas (3 Arten)
  - Solenidium  Lindl. (3 Arten)
  - Suarezia Dodson (nur eine Art)
  - Sutrina Lindl. (2 Arten)
  - Systeloglossum Schltr. (5 Arten)
  - Telipogon Kunth (241 Arten)
  - Thysanoglossa Porto & Brade (3 Arten)
  - Tolumnia Raf. (27 Arten)
  - Trichocentrum Poepp. & Endl. (91 Arten)
  - Trichoceros  Kunth (10 Arten)
  - Trichopilia Lindl. (45 Arten)
  - Trizeuxis Lindl. (nur eine Art)
  - Vitekorchis Romowicz & Szlach. (4 Arten)
  - Warmingia Rchb. f. (4 Arten)
  - Zelenkoa M.W.Chase & N.H.Williams (nur eine Art)
  - Zygostates Lindl. (25 Arten)
- Subtribus Stanhopeinae:[8]
  - Acineta Lindl. (15 Arten)
  - Braemia Jenny (nur eine Art)
  - Cirrhaea Lindl. (7 Arten)
  - Coryanthes Hook. (65 Arten)
  - Embreea Dodson (2 Arten)
  - Gongora Ruiz & Pav. (69 Arten)
  - Horichia Jenny (nur eine Art)
  - Houlletia Brongn. (9 Arten)
  - Kegeliella Mansf. (4 Arten)
  - Lacaena Lindl. (2 Arten)
  - Lueckelia Jenny (nur eine Art)
  - Lueddemannia Linden & Rchb. f. (3 Arten)
  - Paphinia  Lindl. (16 Arten)
  - Polycycnis Rchb. f. (14 Arten)
  - Schlimia Planch. & Linden (6 Arten)
  - Sievekingia Rchb. f. (14 Arten)
  - Soterosanthus F.Lehm. ex Jenny (nur eine Art)
  - Stanhopea J.Frost ex Hook. (76 Arten)
  - Trevoria F.Lehm. (5 Arten)
  - Vasqueziella Dodson (nur eine Art)
- Subtribus Zygopetalinae:
  - Aetheorhyncha Dressler (nur eine Art)
  - Aganisia Lindl. (3 Arten)
  - Batemannia Lindl. (5 Arten)
  - Benzingia Dodson (9 Arten)
  - Chaubardia Rchb.f. (3 Arten)
  - Chaubardiella Garay (8 Arten)
  - Cheiradenia Lindl. (nur eine Art)
  - Chondrorhyncha Lindl. (7 Arten)
  - Chondroscaphe (Dressler) Senghas & G.Gerlach (14 Arten)
  - Cochleanthes Raf. (4 Arten)
  - Cryptarrhena R.Br. (3 Arten)
  - Daiotyla Dressler (4 Arten)
  - Dichaea Lindl. (121 Arten)
  - Echinorhyncha Dressler (5 Arten)
  - Euryblema Dressler (2 Arten)
  - Galeottia A.Rich. (12 Arten)
  - Hoehneella Ruschi (2 Arten)
  - Huntleya Bateman ex Lindl. (14 Arten)
  - Ixyophora Dressler (6 Arten)
  - Kefersteinia Rchb. f. (63 Arten)
  - Koellensteinia Rchb. f. (11 Arten)
  - Neogardneria Schltr. ex Garay (nur eine Art)
  - Otostylis Schltr. (2 Arten)
  - Pabstia Garay (5 Arten)
  - Paradisanthus Rchb. f. (nur eine Art)
  - Pescatoria Rchb. f. (21 Arten)
  - Promenaea Lindl. (16 Arten)
  - Stenia Lindl. (22 Arten)
  - Stenotyla Dressler (9 Arten)
  - Vargasiella C.Schweinf. (3 Arten)
  - Warczewiczella Rchb. f. (11 Arten)
  - Warrea Lindl. (3 Arten)
  - Warreella Schltr. (2 Arten)
  - Warreopsis Garay (4 Arten)
  - Zygopetalum Hook. (14 Arten)
  - Zygosepalum (Rchb. f.) Rchb. f. (8 Arten)

### Tribus Dendrobieae
- Die Tribus Dendrobieae Lindl. ex Endl. enthält nur zwei Gattungen mit etwa 3650 Arten:[6]
  - Bulbophyllum Thouars nom. cons. (Syn.: Bolbophyllum Spreng. orth. var., Phyllorkis Thouars nom. rej., Acrochaene Lindl., Adelopetalum Fitzg.,  Anisopetalon Hook., Blepharochilum M.A.Clem. & D.L.Jones, Bolbophyllaria Rchb. f., Bulbophyllaria S.Moore orth. var., Bolbophyllopsis Rchb. f., Canacorchis Guillaumin, Chaseella Summerh., Carparomorchis M.A.Clem. & D.L.Jones, Cirrhopetalum Lindl. nom. cons., Cochlia Blume, Codonosiphon Schltr., Dactylorhynchus Schltr., Didactyle Lindl., Drymoda Lindl., Diphyes Blume, Epicranthes Blume, Epicrianthes Blume orth. var., Ephippium Blume, Ferruminaria Garay, Hamer & Siegerist, Fruticicola (Schltr.) M.A.Clem. & D.L.Jones, Genyorchis Schltr. nom. cons., Hamularia Aver. & Averyanova, Hapalochilus (Schltr.) Senghas, Henosis Hook. f., Hippoglossum Breda nom. illeg., Hordeanthos Szlach., Hyalosema Rolfe, Ichthyostomum D.L.Jones, M.A.Clem. & Molloy, Ione Lindl., Jejosephia A.N.Rao & Mani, Katherinea A.D.Hawkes, Kaurorchis D.L.Jones & M.A.Clem., Lepanthanthe (Schltr.) Szlach., Lyraea Lindl., Macrolepis A.Rich., Malachadenia Lindl., Mastigion Garay, Hamer & Siegerist, Megaclinium Lindl., Monomeria Lindl., Monosepalum Schltr., Odontostylis Blume nom. superfl., Odontostylis Breda nom. illeg., Oncophyllum D.L.Jones & M.A.Clem., Osyricera Blume, Oxysepala Wight, Pachyrhachis A.Rich., Papulipetalum (Schltr.) M.A.Clem. & D.L.Jones, Pedilochilus Schltr., Pelma Finet, Peltopus (Schltr.) Szlach. & Marg., Rhytionanthos Garay, Hamer & Siegerist, Saccoglossum Schltr., Serpenticaulis M.A.Clem. & D.L.Jones, Sarcobodium Beer, Sarcopodium Lindl. & Paxton nom. illeg., Sestochilos Breda, Spilorchis D.L.Jones & M.A.Clem., Sunipia Lindl., Synarmosepalum Garay, Hamer & Siegerist, Tapeinoglossum Schltr., Taurostalix Rchb. f., Trachyrhachis (Schltr.) Szlach., Trias Lindl., Tribrachia Lindl., Tripudianthes (Seidenf.) Szlach. & Kras, Vesicisepalum (J.J.Sm.) Garay, Hamer & Siegerist, Xiphizusa Rchb. f., Zygoglossum Reinw., ×Cirrhophyllum Anon.)[6]
  - Dendrobium Sw. nom. cons. (Syn.: Abaxianthus M.A.Clem. & D.L.Jones, Aclinia Griff., Amblyanthe Rauschert, Amblyanthus (Schltr.) Brieger nom. illeg., Anisopetala (Kraenzl.) M.A.Clem., Aporopsis (Schltr.) M.A.Clem. & D.L.Jones, Aporum Blume, Asarum Archila nom. illeg., Australorchis Brieger, Bolbodium Brieger, Bouletia M.A.Clem. & D.L.Jones, Cadetia Gaudich., Callista Lour., Cannaeorchis M.A.Clem. & D.L.Jones, Cepobaculum M.A.Clem. & D.L.Jones, Ceraia Lour., Ceratobium (Lindl.) M.A.Clem. & D.L.Jones, Chromatotriccum M.A.Clem. & D.L.Jones, Coelandria Fitzg., Conostalix (Kraenzl.) Brieger, Davejonesia M.A.Clem., Dendrobates M.A.Clem. & D.L.Jones, Dendrocoryne (Lindl.) Brieger, Desmotrichum Blume nom. illeg. Dichopus Blume, Diplocaulobium (Rchb. f.) Kraenzl., Distichorchis M.A.Clem. & D.L.Jones, Ditulima Raf., Dockrillia Brieger, Dolichocentrum (Schltr.) Brieger, Durabaculum M.A.Clem. & D.L.Jones, Eleutheroglossum (Schltr.) M.A.Clem. & D.L.Jones, Endeisa Raf., Ephemerantha P.F.Hunt & Summerh., Epigeneium Gagnep., Eriopexis (Schltr.) Brieger, Euphlebium (Kraenzl.) Brieger, Eurycaulis M.A.Clem. & D.L.Jones, Exochanthus M.A.Clem. & D.L.Jones, Flickingeria A.D.Hawkes, Froscula Raf., Gersinia Néraud, Goldschmidtia Dammer, Grastidium Blume, Herpetophytum (Schltr.) Brieger, Hibiscorchis Archila & Vinc.Bertolini, Inobulbon Schltr. & Kraenzl., Keranthus Lour. ex Endl., Kinetochilus (Schltr.) Brieger, Latourea Blume, Latourorchis Brieger, Leioanthum M.A.Clem. & D.L.Jones, Maccraithea M.A.Clem. & D.L.Jones, Macrostomium Blume, Microphytanthe (Schltr.) Brieger, Monanthos (Schltr.) Brieger, Onychium Blume, Ormostema Raf., Orthoglottis Breda, Oxyglossellum M.A.Clem. & D.L.Jones, Pedilonum Blume, Pierardia Raf. nom. illeg., Sarcocadetia (Schltr.) M.A.Clem. & D.L.Jones, Sayeria Kraenzl., Schismoceras C.Presl, Stachyobium Rchb. f., Stelbophyllum D.L.Jones & M.A.Clem. orth. var., Stilbophyllum D.L.Jones & M.A.Clem., Tetrabaculum M.A.Clem. & D.L.Jones, Tetrodon (Kraenzl.) M.A.Clem. & D.L.Jones, Thelychiton Endl., Thicuania Raf., Trachyrhizum (Schltr.) Brieger,  Tropilis Raf., Vappodes M.A.Clem. & D.L.Jones, Winika M.A.Clem., D.L.Jones & Molloy, ×Dockrilobium J.M.H.Shaw, ×Vappaculum M.A.Clem. & D.L.Jones)[6]

### Tribus Epidendreae
Die Tribus Epidendreae Lindl. enthält fünf Subtriben in der Neuen Welt:
- Subtribus Bletiinae[5]
- Subtribus Chysinae[5]
- Subtribus Laeliinae[5]
- Subtribus Pleurothallidinae[5]
- Subtribus Ponerinae[5]

### Tribus Gastrodieae
- Tribus Gastrodieae Lindl.

### Tribus Malaxideae
- Die Tribus Malaxideae Lindl. enthält etwa 13 Gattungen mit etwa 1000 Arten fast weltweit:[9]
  - Alatiliparis Marg. & Szlach.: Sie wurde 2001 aufgestellt und enthält etwa fünf Arten.
  - Crepidium Blume: Sie enthält etwa 253 Arten.
  - Crossoglossa Dressler & Dodson: Sie enthält etwa 21 Arten.
  - Dienia Lindl.: Sie enthält etwa sechs Arten.
  - Hammarbya Kuntze: Es gibt nur eine Art:
    - Sumpf-Weichorchis (Hammarbya paludosa (L.) Kuntze): Sie ist auf der Nordhalbkugel verbreitet.

  - Hippeophyllum Schltr.: Sie enthält etwa 13 Arten.
  - Liparis Rich.: Sie enthält etwa 436 Arten.
  - Malaxis Sol. ex Sw.: Sie enthält etwa 395 Arten, beispielsweise:
    - Kleinblütiges Einblatt (Malaxis monophyllos (L.) Sw.)

  - Oberonia Lindl.: Sie enthält etwa 308 Arten.
  - Oberonioides Szlach.: Sie enthält etwa zwei Arten.
  - Orestias Ridl.: Sie enthält etwa drei Arten.
  - Risleya King & Pantl.: Es gibt nur eine Art:
    - Risleya atropurpurea King & Pantl.

  - Stichorkis Thouars: Sie enthält etwa 72 Arten.

### Tribus Neottieae
- Tribus Neottieae Lindl.

### Tribus Nervilieae
Die Tribus Nervilieae Dressler wurde 1990 aufgestellt.

### Tribus Podochileae
- Tribus Podochileae Pfitzer

### Tribus Sobralieae
- Tribus Sobralieae Pfitzer

### Tribus Triphoreae
- Tribus Triphoreae Dressler

### Tribus Tropidieae
- Die Tribus Tropidieae Dressler enthält nur zwei Gattungen:
  - Corymborkis Thouars (Syn.: Corymbis Thouars ex Lindl. nom. superfl., Corymborchis Thouars ex Blume orth. var., Hysteria Reinw., Macrostylis Breda nom. illeg., Rhynchandra Rchb., Rhynchanthera Blume nom. illeg., Tomotris Raf.): Sie enthält seit 2017 etwa acht Arten.[10]
  - Tropidia Lindl. (Syn.: Decaisnea Lindl. ex Wall. nom. nud., Chloidia Lindl., Cnemidia Lindl., Govindooia Wight, Kalimantanorchis Tsukaya, M.Nakaj. & H.Okada, Muluorchis J.J.Wood, Ptychochilus Schauer, Schoenomorphus Thorel ex Gagnep.): Sie enthält seit 2017 etwa 32 Arten.[10]

### Tribus Vandeae
Die Tribus Vandeae Lindl. wird in drei oder fünf Subtriben gegliedert und enthält etwa 158 Gattungen mit etwa 2000 Arten (Stand 2006):
- Subtribus Aerangidinae: Sie enthält etwa 36 Gattungen mit etwa 307 Arten (Stand 2006).[11]
- Subtribus Aeridinae: Sie enthält etwa 103 Gattungen mit etwa 1253 Arten (Stand 2006).[11]
- Subtribus Angraecinae: Sie enthält etwa 19 Gattungen mit etwa 408 Arten (Stand 2006).[11]
- Subtribus Polystachyinae[5]
- Subtribus Agrostophyllinae[5]

### Tribus Xerorchideae
- Die Tribus Xerorchideae P.J.Cribb enthält nur eine Gattung:
  - Xerorchis Schltr.: Die etwa zwei Arten sind im tropischen Südamerika verbreitet.[6][10]

## Belege

## Weiterführende Literatur
- Alec M. Pridgeon, Phillip Cribb, Mark W. Chase, Finn N. Rasmussen: Epidendroideae (Part 2). In: Genera Orchidacearum. Band 5. Oxford University Press, Oxford 2009, ISBN 978-0-19-850713-0, S. 1–608 (eingeschränkte Vorschau in der Google-Buchsuche).
- William Louis Stern: Orchidaceae. In: Mary Gregory, David F. Cutler (Hrsg.): Anatomy of the Monocotyledons. Band 10. Oxford University Press, Oxford 2014, ISBN 978-0-19-968907-1, S. 1–262 (eingeschränkte Vorschau in der Google-Buchsuche).